# Sing (film 2016 Deák)
Sing (Mindenki) è un cortometraggio ungherese del 2016 scritto e diretto da Kristóf Deák.
Ha vinto l'Oscar al miglior cortometraggio ai Premi Oscar 2017.